# Pietro Ferraro (militare)
Pietro Ferraro (Venezia, 1908 – Roma, 1974) è stato un partigiano e imprenditore italiano, medaglia d'oro al valor militare.

## Biografia
Dirigente in una azienda di componenti bellici, viene esonerato dal prestare servizio militare. Dopo l'Armistizio di Cassibile, Pietro Nenni lo mette in contatto con l'OSS statunitense e dal luglio 1944 viene paracadutato in Veneto dove attiva un ufficio informazioni formato da quattro radiotrasmittenti, con le quali vengono messi in contatto gli alleati con le forze partigiane della sul campo della Resistenza veneta. Il nome in codice della missione è Margot Hollis.

### Dopoguerra
Dopo la liberazione ritorna alla sua attività di dirigente, ha lavorato nel Cotonificio di San Giusto, diventa imprenditore della Cartiere Timavo.